# 蘇聯民政廳
蘇聯民政廳（俄語：Советское гражданское управление，：／），為苏联红军在1945年8月24日—1948年9月9日期间在北朝鮮成立的盟軍託管政府，儘管民政廳被定義為文職管理機構，但其中依然包含軍事組織。1946年2月北朝鲜临时人民委员会成立，蘇聯與其共治並繼續保留在朝鮮半島北部的軍事存在，直至1948年9月朝鮮民主主義人民共和國正式成立為止。

## 歷史

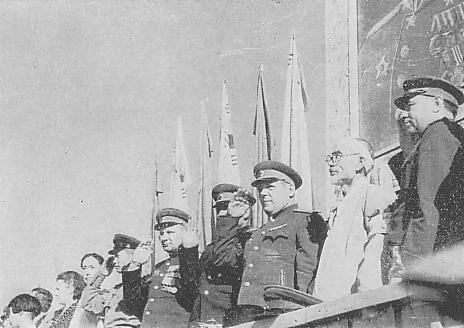
1945年10月14日，在平壤舉行的蘇聯紅軍歡迎大會

第二次世界大战在日本投降后宣告結束，苏联与美国經由聯合國託管理事會以战胜国的名义軍事佔領战败国大日本帝国的日屬。以三八线為分界線，北朝鮮軍屬於蘇聯，南部則軍屬於美國，並且成立駐朝鮮美國陸軍司令部軍政廳。这种形式为朝鲜战争與今日朝鲜半岛的南北分裂局面埋下了伏笔。
- 1945年8月，在苏联红军接管的半岛北部，亦有朝鲜左派在半岛南部组织了親蘇聯的朝鮮建國準備委員會。
- 1945年8月下旬，苏联第25集团军司令伊凡·米哈伊洛維奇·奇斯嘉科夫上將受其長官基里尔·阿法纳西耶维奇·梅列茨科夫指示，為25軍團的司令部選擇一個設立地點：平壤或是咸興市，兩個地點選擇一個，最後奇斯嘉科夫選擇平壤而成為蘇聯第25軍團司令部所在地[1]。
- 1946年2月1日，北朝鮮人民委員會正式從蘇聯民政廳接管以北五道的政务，此時蘇聯民政廳僅管理駐北朝鮮的苏联红军。
- 1948年9月9日，朝鲜劳动党宣佈成立朝鲜民主主义人民共和国，同時蘇聯民政廳隨著苏联红军完全退出朝鮮半島。